# エリザベト・ウェスマエル
エリザベト・ウェスマエル（Elisabeth Wesmael、姓は Wesmaëlととも、1863年 - 1953年11月13日）は、ベルギーの版画家、イラストレーターである。主に風景を描いた版画を制作した。

## 略歴
ベルギーのワロン地域のニミ（Nimy）で育った。1883年からモンスの美術学校でオーギュスト・ダンス（Auguste Michel Danse: 1829-1929）に学び、師の娘たちとも友達になった。
はじめ同時代の風景画家のヨーゼフ・コーゼマンスやフランツ・クルタン（Franz Courtens）の風景画を版画にした。その後渓谷の風景や、町の風景を版画にした。
ブリュッセルの版画家のグループ「L'Estampe」や、ベルギー版画家協会（la Société des aquafortistes belges）などの会員になり、1890年代から1900年代に何度か版画家協会の展覧会に出展した。
1907年にシャルル・グーデ（Charles Gheude）が出版した『ベルギーの人気のシャンソン（La chanson populaire belge）』の挿絵をフェルナン・クノップフやジャン・デルヴィルといった画家とともに制作した。
第一次世界大戦の少し前の1914年にベルギー人ジャーナリスト、作家のモーリス・デ・オンビオ（Maurice des Ombiaux: 1868-1943）と知り合い、結婚した。ブリュッセルに住んだが、ベルギーがドイツの侵攻を受けると、夫妻はフランスに移り、オンビオはサン・タドレス（Sainte-Adresse）に移ったベルギー亡命政権のスタッフとして働いた。1943年に夫がパリで亡くなるまでベルギー国外で活動し、その後ウェスマエルはベルギーに戻り、1953年に亡くなった。

## 作品

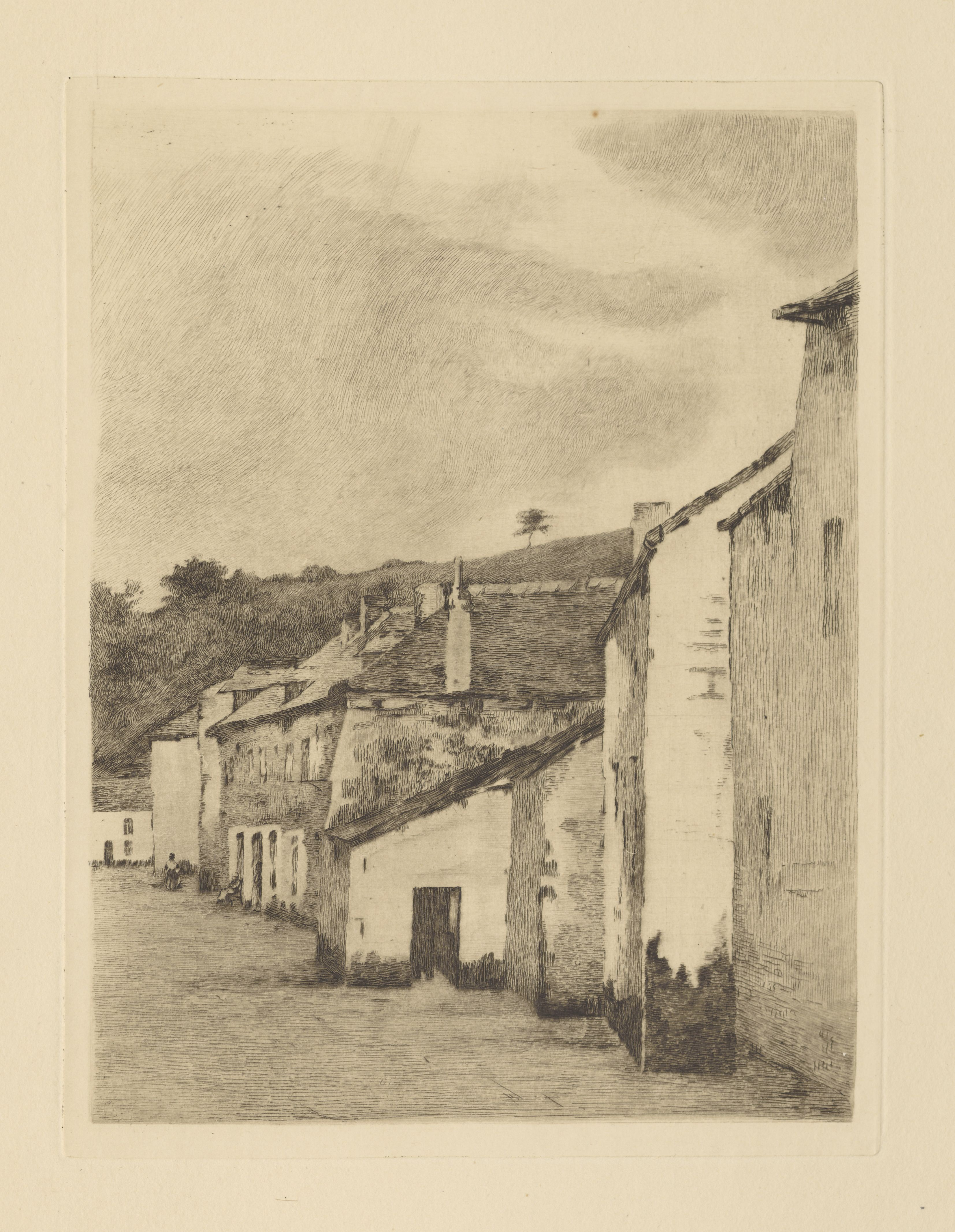
チュワン(Thuin)の街
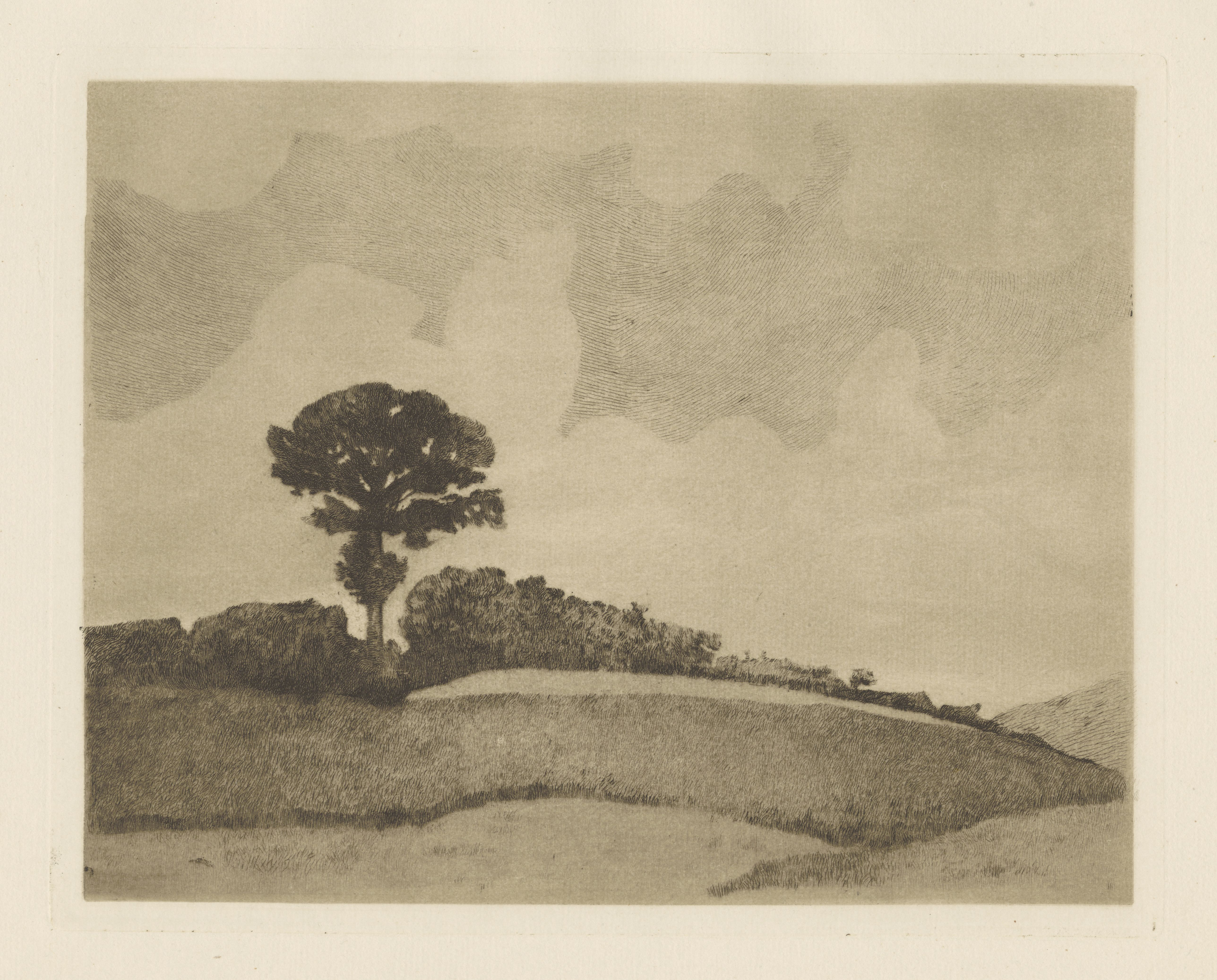
夕暮れ
ルイ・デュボアの原画による版画、「コウノトリ」